# Amber Valletta
 (juillet 2024).
Si vous disposez d'ouvrages ou d'articles de référence ou si vous connaissez des sites web de qualité traitant du thème abordé ici, merci de compléter l'article en donnant les références utiles à sa vérifiabilité et en les liant à la section « Notes et références ».
Pour les articles homonymes, voir Valetta (homonymie).
Amber Valletta, née le 9 février 1974 à Phoenix, en Arizona (États-Unis), est une actrice américaine, également mannequin.

## Biographie
Amber Valletta est d'origine italienne et portugaise. Elle a trois demi-sœurs et deux demi-frères. Elle a fréquenté l'école catholique, puis le lycée Booker T. Washington à Tulsa en Oklahoma.
À l'âge de quinze ans, elle commence le mannequinat quand sa mère l'inscrit à l'agence Linda Layman, toujours à Tulsa.
Elle a joué dans divers films, fait la couverture de centaines de magazines (Vogue Italia, Vogue USA, Vogue UK, Vogue Paris, Time, etc.). Elle apparaît également dans des campagnes publicitaires pour Louis Vuitton, Calvin Klein, Versace, Elisabeth Arden, David Yurman, Prada, Iceberg, Jimmy Choo, Gucci, Giorgio Armani, Fendi, Stella McCartney, Loewe, Dsquared2, François Nars, Chanel, Anne Klein, UGG Australia, Jil Sander, Donna Karan, Banana Republic, Joseph et d'autres.
Elle a aussi présenté House of Style (en) sur MTV avec son amie, le mannequin Shalom Harlow.
Elle participe à la campagne de dénonciation contre la contamination de la nourriture marine de l'ONG Oceana, qui vise à prévenir le danger que comporte la présence de mercure dans la nourriture issue de la mer. Elle s'est engagée par expérience, quand un de ses amis a été empoisonné par du mercure.
En 2008, elle participe à la campagne de Barack Obama et apparaît dans le clip Yes We Can, avec son fils dans les bras[source secondaire souhaitée].
En 2011, elle interprète le personnage de Lydia dans la série dramatique Revenge.
En 2013, elle pose pour la marque italienne Pucci, photographiée par le duo Mert and Marcus.
En 2015, elle interprète le personnage récurrent de Carla Briggs dans la série dramatique Blood and Oil.
Elle pose nuepour le calendrier 2016 du magazine Lui, dont les bénéfices des ventes sont reversés à l'association « Le Cancer du Sein, Parlons-en ! ».

## Vie privée
Depuis septembre 2003, Amber Valletta est mariée au joueur olympique de volleyball Christian « Chip » McCaw, avec lequel elle a eu un fils.[réf. nécessaire]

## Filmographie

### Cinéma
- 2000 : Drop Back Ten : Mindy Deal
- 2000 : Apparences (What Lies Beneath) : Madison Elizabeth Frank
- 2000 : Family Man : Paula
- 2001 : Le Grand Coup de Max Keeble (Max Keeble's Big Move) de Tim Hill : Mlle Dingman
- 2001 : Perfume : Blair
- 2003 : 1 duplex pour 3 (Duplex) : Céline
- 2004 : Fashion Maman (Raising Helen) : Martina
- 2005 : Hitch, expert en séduction (Hitch) : Allegra Cole
- 2005 : Le Transporteur 2 : Audrey Billings
- 2006 : Agent de stars (Man Town About) de Mike Binder : Brynn Lilly
- 2006 : The Last Time : Belisa
- 2006 : Dead Silence : Ella
- 2007 : Prémonitions (Premonition) : Claire Francis
- 2007 : My Sexiest Year : Marina
- 2008 : Days of Wrath :
- 2009 : Ultimate Game (Gamer) : Angie
- 2010 : Kung Fu Nanny  (The spy next door) : Gillian
- 2011 : Girl Walks into a Bar : Camilla

### Télévision
- 2001 : Hysteria: The Def Leppard Story : Lorelei Shellist
- 2003 : Lucky (ép. Something for Everyone) : Sarah
- 2003 : Rock Me Baby : Summer
- 2009 : State of the Unionee (Tracey Ullman's State of the Union):
- 2011 et 2014 : Revenge : Lydia Davis
- 2014 : Legends : Sonya Odum
- 2015 : Blood and Oil : Carla Briggs